# Clunia
La Colonia di Clunia Sulpicia è una città romana localizzata nell'Alta Castiglia, a più di 1.000 m s.l.m., tra le località di Coruña del Conde e Peñalba di Castiglia, nel Sud della Provincia di Burgos tra Coruña del Conde e Peñalba de Castro (Spagna). Può essere considerata una delle città romane più importanti della Meseta settentrionale della Spagna e fu la capitale di una circoscrizione giuridica nella provincia della Spagna Citeriore Tarragonese, denominata Giurisdizione di Clunia. La città sorgeva sulla strada che collegava Caesaraugusta (Saragozza) con Asturica Augusta (Astorga). Clunia è un toponimo di origine celtiberica (tribù degli Arévaco).

## Storia

### Epoca pre-romana
La città di Clunia fu fondata su una collina non distante da un insediamento celtibero denominato Cluniaco o Kolounioukou, nome facente capo alla cultura degli Arévaco, una tribù preromana appartenente alla etnia delle popolazioni celtibere.

### Dalla nascita all'apogeo
A Clunia il politico e militare romano Quinto Sertorio resistette ad un assedio durato 20 anni ad opera di Pompeo, che nel 72 a.C. distrusse tutto ciò che esisteva della città.
Diversi anni più tardi la città fu fondata di nuovo durante l'impero di Tiberio, all'interno della Provincia romana denominata Spagna Citeriore Tarragonese. Inizialmente essa fu eletta al rango di municipium, ed emise moneta propria in formati che rappresentavano i quattro dirigenti locali che costituivano il quadriumvirato ai cui comandi era la città.
In un certo momento tra gli imperi di Tiberio e di Claudio essa divenne sede di uno dei Legati Giuridici della Provincia di Tarragona, assumendo il ruolo di capitale della Giurisdizione Cluniense.
Clunia acquisì il rango di colonia romana assumendo la denominazione di Sulpicia in quanto in essa si autoproclamò imperatore il generale Servio Sulpicio Galba, che vi si rifugiò durante la rivoluzione anti-neroniana. Quivi egli fu raggiunto dalla notizia della morte di Nerone e di essere stato nominato Imperatore dai legionari (perciò alcuni storici aggiungono il nome di Galba alla denominazione della città).
Il definitivo riconoscimento dello stato di colonia romana è da attribuirsi all'imperatore Vespasiano.
Ai tempi di Sulpicio Galba, Clunia fu la capitale dell'Impero.
Lo splendore della città romana di Clunia si estese durante i secoli I e II della nostra era, alla stessa stregua di altre città della Meseta Settentrionale, come Asturica Augusta o Iuliobriga, nelle province di León e della Cantabria, rispettivamente.

Durante il massimo del suo apogeo si calcola che la città di Clunia arrivò a contare oltre 30.000 abitanti.

### La decadenza
Nel corso del III secolo si verifica un decremento della popolazione collegato alla crisi di tale secolo ed alla incipiente decadenza dell'Impero Romano d'Occidente. Esistono evidenti riscontri di incursioni barbariche a Clunia.
Inoltre, è storicamente certo che alla fine del terzo secolo la città fu incendiata ad opera dei Barbari, per l'esattezza ad opera di popolazioni franco-germaniche. Questo contribuì alla inesorabile decadenza della città.
Ciononostante, pare che non si trattò di una distruzione violenta e generalizzata, tuttavia fu il preludio della fine della influenza della cultura romana nella città di Clunia e nel territorio ad essa circostante.
Durante la conquista della Spagna Visigota da parte dei Mori, la città ed i suoi dintorni furono conquistati dalle truppe del generale berbero Ṭāriq ibn Ziyād intorno all'anno 713.
Più tardi, i cristiani la rioccuparono nel 912, ricostruendo la città nel luogo occupato attualmente da Coruña del Conde, località da cui si possono contemplare i notevoli resti romani della città di Clunia.
In seguito, si ricostituì la popolazione di Peñalba de Castro che riscattò la meseta dell'enclave di Clunia in cambio di acqua in un'epoca in cui il valore dell'acqua era molto più prezioso dei pochi resti ancora non interrati che testimoniavano della città romana abbandonata.

## Il patrimonio archeologico
Clunia costituisce un sito archeologico di interesse eccezionale nel contesto della intera Penisola Iberica. Tale interesse deriva sia dalla sua morfologia urbanistica che per la stratificazione storica dei reperti che vi si ritrovano. D'altronde, le sue rovine sono tra le più rappresentative di tutte le testimonianze dell'epoca romana nel nord della Spagna.
Le prime operazioni di scavo risalgono al 1915, ma i lavori furono ripresi nel 1931 prima ed infine nel 1958. Alla fine è stato riportato alla luce il passato glorioso di una delle principali città antiche della Penisola Iberica, la cui superficie - a giudicare dagli esiti dei lavori di scavo in questo prezioso giacimento archeologico - si aggirava attorno ai 120 ettari, essendo questa una delle città di maggior rilevanza di tutta la Spagna romana. Gli scavi consentirono di portare alla luce - dopo secoli di occultamento - un teatro scavato nella roccia, innumerevoli case con mosaici, strade, resti degli edifici del foro ed una grande cloaca, così come importanti reperti scultorei, quali una effigie di Iside ed un busto di Dioniso, che si conservano nel Museo Archeologico Nazionale di Madrid ed in quello di Burgos, oltre ad una grande quantità di monete, resti di epigrafi, ceramica romana come la terra sigillata, vetri, oggetti di bronzo, eccetera.

## Morfologia urbana
Come accade in ogni città, a Clunia la maggior parte dello spazio edificato era occupato dalle abitazioni dei residenti.
Gli scavi archeologici hanno consentito di conoscere l'evoluzione dell'urbanistica residenziale e di esaminare alcuni dei suoi tratti più caratteristici.
Nel giacimento archeologico si possono osservare i seguenti edifici

### Teatro romano di Clunia Sulpicia
L'edificio più significativo è il teatro, scavato nella roccia, capace di contenere fino a 10.000 spettatori, il che lo fa annoverare in uno dei maggiori della sua epoca in Spagna. Esso fu costruito allo scopo di rappresentarvi le opere teatrali del periodo classico.
 Il suo recupero ha costituito la motivazione del premio conferito nella sezione di Restauro e Risanamento nell'ambito dei Premi biennali di Architettura di Castiglia e León per il 2004-2005. Nella fattispecie il testo mette in luce «il rispettoso restauro del teatro e la cura dell'inserimento paesaggistico in generale».

### Foro romano di Clunia Sulpicia
Il centro delle città romane, lì dove si incrociavano il Cardo massimo ed il Decumano massimo, frequentemente era il luogo in cui sorgeva il foro della città, una piazza pubblica delimitata da un colonnato. In esso si svolgevano attività politiche, commerciali, giudiziarie e, abitualmente, anche religiose. A Clunia, il foro si trova non molto lontano dal teatro, e nelle sue vicinanze si ergono i resti di tre domus, una basilica e un macellum (mercato).
Richiamano inoltre l'attenzione dei visitatori i mosaici, le abitazioni sotterranee ed i sistemi di distribuzione del riscaldamento in alcune di queste case. Nel secolo XVII sul mercato fu edificato un eremo di scarso valore artistico, danneggiando il giacimento sottostante.

### Terme romane di Clunia Sulpicia
Accanto al foro romano si trovano le rovine delle terme romane, dalla mole maestosa e rivestite di mosaici anche se più semplici di quelli presenti nel foro. Anche qui è ben visibile il sistema di distribuzione del calore dei distinti settori delle terme e l'ipocausto.

### Altri edifici
Nel sottosuolo della città, non visitabili a causa della loro vulnerabilità, sono molto interessanti i sistemi di approvvigionamento dell'acqua, che si sviluppano su più livelli con le loro corrispondenti canalizzazioni di presa dell'acqua, costruite utilizzando le grotte naturali esistenti nel sottosuolo calcareo dello sperone sopra il quale si eleva la città, e anche un santuario priápico.